# Gorenjci pri Adlešičih
Gorenjci pri Adlešičih su naselje u slovenskoj Općini Črnomlju. Gorenjci pri Adlešičih nalaze se u pokrajini Dolenjskoj i statističkoj regiji Jugoistočnoj Sloveniji.

## Stanovništvo
Prema popisu stanovništva iz 2002. godine naselje je imalo 48 stanovnika.